# Couvent de Prouillan
Le couvent de Prouillan ou de Pontvert était un couvent de dominicaines fondé en 1283 par Vianne de Gontaut-Biron, dans la ville de Condom en Gascogne, dans l'actuel département du Gers. 
Fermé en 1790, il devient carmel en 1892. 

## Histoire
Le couvent est nommé de Prouillan, en référence au célèbre monastère de Prouilhe (Fanjeaux), fondé par saint Dominique, d'où viennent les religieuses.
Le couvent connaît une période de prospérité jusqu'au XVIe siècle. Puis c'est une période plus trouble, en raison des guerres de religion, faite de destructions par les soldats huguenots et de reconstructions partielles. L'ordre demeure le plus riche du Condomois.
Ensuite, en 1790, la Révolution française marque une nouvelle rupture importante : d'un lieu religieux, les bâtiments se transforment en caserne militaire (« quatre cents hommes et autant de chevaux »). La vente de leurs biens produit la somme de 401 985 livres. La propriété est ensuite revendue en plusieurs lots, servant largement de carrière : les pierres du bâti sont volontiers vendues aux personnes en ayant besoin. 
Le portail d'entrée est inscrit au titre des monuments historiques par arrêté du 5 novembre 1927.

## Le patrimoine foncier de Prouillan sous l'Ancien Régime
Le bois d'Hugaut générait un revenu important par la vente de bois. L'exploitation des métairies étaient alors confiée à des fermiers par des baux à mi-fruits (jusqu'au XVIIe siècle) ou à rente. Ci-dessous la liste des principales de ces exploitations agricoles.
| Nom de la métairie (variable suivant les sources)        | Paroisse  | Département actuel |
| -------------------------------------------------------- | --------- | ------------------ |
| Métairie de la Salle                                     | Saint-Puy | Gers               |
| Métairie de Cauboue                                      | Saint-Puy | Gers               |
| Métairie de Carascan                                     | Gazaupouy | Gers               |
| Métairie de Laplagne                                     | Gazaupouy | Gers               |
| Métairie d'Hugaut                                        | La Romieu | Gers               |
| Métairie de La Crompe                                    | La Romieu | Gers               |
| Métairie de Mauhourat                                    | La Romieu | Gers               |
| Métairie de Nautines                                     | Fourcès   | Gers               |
| Métairie de Labarthe                                     | Caussens  | Gers               |
| Métairie du Grand Camenegre                              | Condom    | Gers               |
| Fezandes de Labourdette et du moulin à vent de Prouillan | Caussens  | Gers               |
| Moulin à vent de Prouillan                               | Caussens  | Gers               |
| Bois d'Hugaut                                            |           | Gers               |

## Les prieures
Cette liste des prieures de Prouillan est extraite de l'ouvrage de J. Gardère et Ph. Lauzun.
XIIIe siècle :
- 1283 Vianne de Gontaut-Biron

XVIIIe siècle :
- Gabrielle du Bouzet de Roquépine
- Madame d'Esparbès de Lussan
- Antoinette de Faudoas
- Marie-Thérèse d'Anterroches, dernière prieure et apostate[2]